# Leucatomis lunifera
Leucatomis lunifera är en fjärilsart som beskrevs av Moore 1885. Leucatomis lunifera ingår i släktet Leucatomis och familjen nattflyn. Inga underarter finns listade i Catalogue of Life.